# Morville (Manica)
Morville è un comune francese di 273 abitanti situato nel dipartimento della Manica nella regione della Normandia.
Fa parte del cantone di Bricquebec nella circoscrizione (arrondissement) di Cherbourg-Octeville.
Fu il luogo di nascita di Hugh de Morville, Lord Cunningham, nobile normanno.

## Società

### Evoluzione demografica
Abitanti censiti